# Tanjung Harapan (Padang Jaya)
Tanjung Harapan is een bestuurslaag in het regentschap Bengkulu Utara van de provincie Bengkulu, Indonesië. Tanjung Harapan telt 1968 inwoners (volkstelling 2010).